# Cratere Carson
Carson  è un cratere sulla superficie di Venere. Deve il suo nome alla biologa statunitense Rachel Carson.